# Pintér József (festő)
Pintér József (Szeged, 1922. szeptember 20. – Szeged, 2002. április 19.) magyar festő- és grafikusművész.

## Életpályája
1945-től volt kiállító művész. 1950–1954 között a Szegedi Tanárképző Főiskola rajz szakán tanult; mestere: Vinkler László volt. Ezután a Tábor utcai szabadiskola hallgatója lett. 1952–1953 között a szolnoki, 1958–1960 között a nagymarosi, 1982–1983 között a fonyódi, 1981-ben a grožnjani, 1984–1985 között a szigligeti művésztelepen alkotott.

### Munkássága
Számos kelet- és nyugat-európai országban volt tanulmányúton. Választékosan dekoratív, konstruktív szellemű festményeiben szűkebb környezetének táji és városi jellegzetességeit dolgozta fel az újrealizmus felfogásához közel álló szemlélettel.
Sírja Szegeden, a Belvárosi temetőben található.

## Kiállításai
| - 1960, 1963, 1975, 1980, 1982, 1992, 1997 Szeged - 1963 Szabadka, Bácskatopolya - 1976, 1983, 1993 Hódmezővásárhely - 1978 Zalaegerszeg - 1980 Csongrád, Kistelek, Debrecen, Nyíregyháza - 1982 Baja, Budapest - 1984 Győr - 1986 Makó, Szombathely - 1987 Csanytelek - 1988 Békéscsaba - 1989 Nagykanizsa - 1991 Debrecen - 1993, 1996 Hatvan | - 1959–1982, 1983, 1987, 1997 Szeged - 1967 Budapest - 1975–1997 Hódmezővásárhely - 1989 Makó, Temesvár |

## Díjai
- a szegedi Nyári Tárlat díja (1959-1960, 1963, 1965, 1995)
- Felszabadulási Pályázat, I. díj (1961)
- Szeged város alkotói díja (1963)
- a Munka Érdemrend bronz fokozata (1970)
- a Hatvani Portrébiennálé díja (1970)